# Crassus en Spartacus
Crassus en Spartacus is een compositie voor harmonieorkest of fanfare van de Belgische componist Marcel De Boeck. Het stuk was in de jaren 60 bij het Wereld Muziek Concours in Kerkrade een verplicht werk voor harmonieorkesten.